# Hart (Gemeinde Brückl)
Hart, im 19. Jahrhundert auch Häuser am Hart, ist eine Ortschaft in der Gemeinde Brückl im Bezirk Sankt Veit an der Glan in Kärnten. Die Ortschaft hat 22 Einwohner (Stand 1. Jänner 2024).

## Lage
Die Ortschaft liegt am Südrand des Brückler Berglands, auf dem Gebiet der Katastralgemeinde Brückl. Sie umfasst zum einen einige Gebäude auf einem Plateau gleich westlich des Gemeindehauptorts, darunter das Kirchlein St. Magdalena und die Höfe Hansl am Hart (Nr. 1) und Feierabend (Nr. 3); zum anderen gehören etwa einen Kilometer weiter westlich, beim Krainbergbach, nahe der Ortschaft Krainberg, der Hof Tschurtschenhofer (Nr. 5) und einige nach der Mitte des 20. Jahrhunderts errichtete Häuser dazu.

## Geschichte

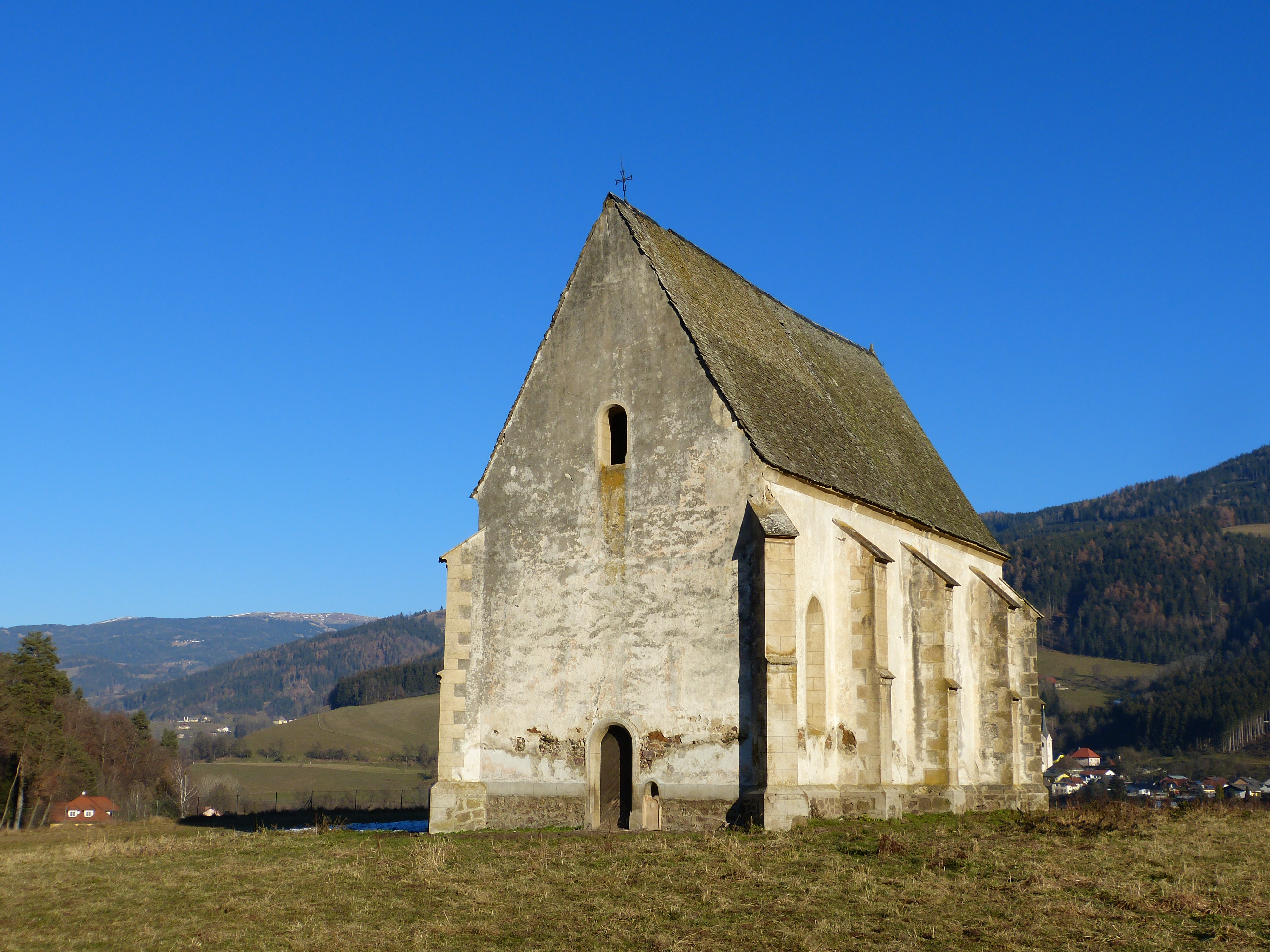
Kirche St. Magdalena

Die Kirche St. Magdalena am Freßlitzen wurde schon 1295 erwähnt.
In der ersten Hälfte des 19. Jahrhunderts gehörte der Ort zum Steuerbezirk Osterwitz. Seit Gründung der Ortsgemeinden im Zuge der Reformen nach der Revolution 1848/49 gehört Hart zur Gemeinde Brückl, die bis 1915 den Namen St. Johann am Brückl trug.

## Bevölkerungsentwicklung
Für die Ortschaft zählte man folgende Einwohnerzahlen:
- 1869: 3 Häuser, 31 Einwohner[3]
- 1880: 4 Häuser, 20 Einwohner[4]
- 1890: 3 Häuser, 20 Einwohner[5]
- 1900: 2 Häuser, 25 Einwohner[6]
- 1910: 5 Häuser, 51 Einwohner[7]
- 1923: 7 Häuser, 58 Einwohner[8]
- 1934: 45 Einwohner[9]
- 1961: 5 Häuser, 44 Einwohner[10]
- 2001: 9 Gebäude (davon 7 mit Hauptwohnsitz) mit 14 Wohnungen; 29 Einwohner und 1 Nebenwohnsitzfall; 13 Haushalte; 0 Arbeitsstätten, 2 land- und forstwirtschaftliche Betriebe[11]
- 2011: 9 Gebäude, 22 Einwohner, 11 Haushalte, 0 Arbeitsstätten[12]
- 2021: 9 Gebäude, 22 Einwohner, 13 Haushalte, 0 Arbeitsstätten[13]